# Mannschaftskapitän

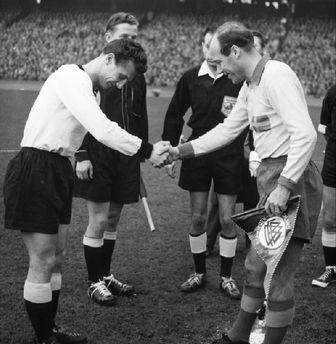
Hans Schäfer (l.) begrüßt als Spielführer der deutschen Fußballnationalmannschaft den Schweden Gunnar Gren vor dem Länderspiel am 20. November 1957 in Hannover

Ein Mannschaftskapitän oder kurz Kapitän, auch Spielführer, Mannschaftsführer oder Captain, ist in vielen Mannschaftssportarten ein Spieler, der eine herausragende Stellung im Spiel einnimmt. Dies betrifft formell in erster Linie die Möglichkeit, während des Spiels mit dem Schiedsrichter zu sprechen. In der Regel wird der Kapitän von den Mannschaftsmitgliedern gewählt oder vom Trainer bestimmt.
Der Mannschaftskapitän vertritt die Interessen der Spieler seiner Mannschaft gegenüber dem Verein, dem Trainer und dem Schiedsrichter, gilt häufig aber auch als verlängerter Arm des Trainers auf dem Spielfeld.

## Cricket
Im Cricket kommt dem Mannschaftskapitän eine zentrale Rolle im Spiel zu. Nach den Regeln ist er besonders dafür verantwortlich, dass seine Mannschaft die Regeln und den Geist des Spiels und des Fair Play einhält. Er kann bei Fehlverhalten der Mannschaft auch dafür bestraft werden. Neben den offiziellen Aufgaben, wie das Vertreten seiner Mannschaft beim Münzwurf und der Deklaration zur Beendung eines Innings, werden vom Kapitän auch maßgebliche taktische Entscheidungen, wie die Aufstellung der Spieler oder die Reihenfolge seiner Bowler, getroffen.

## Eishockey
Im Eishockey existieren während des Spiels neben dem Kapitän noch zwei Assistenten, die vertretungsweise die Kapitänsrechte ausüben dürfen. Der Kapitän muss genauso wie seine zwei Assistenten vor dem Spiel im Spielberichtsbogen vermerkt worden sein. Die Funktion des Kapitäns bzw. der Assistenten darf dabei nur von Feldspielern, nicht jedoch vom Torhüter ausgeübt werden. Im Eishockey besitzen ausschließlich der Kapitän und seine Assistenten das Recht, während der Spielunterbrechungen mit dem Schiedsrichter zu reden, wobei er für ein solches Gespräch als Spieler bereits auf dem Eis stehen muss, also nicht extra als zusätzlicher Spieler von der Auswechselbank kommen darf. Zu erkennen ist der Kapitän am Buchstaben C auf dem Spielertrikot bzw. im russischsprachigen Raum teilweise am kyrillischen K (К). Die Assistenten tragen ein A auf dem Trikot.

## Fußball

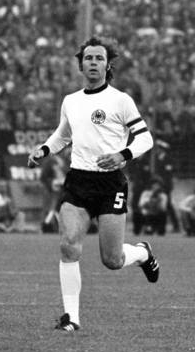
Franz Beckenbauer, Ehrenspielführer der deutschen Fußballnationalmannschaft, hier mit Binde bei der WM 1974

Im Fußball ist der Kapitän/Spielführer an der Oberarmbinde zu erkennen. Vor dem Spielbeginn begrüßt er das Schiedsrichtergespann, bei unterklassigen Spielen nur den Schiedsrichter, weil die Schiedsrichterassistenten fehlen. Zudem begrüßt er den gegnerischen Spielführer, nimmt an der Seitenwahl teil und tauscht bei höherklassigen Spielen einen Vereinswimpel mit dem gegnerischen Spielführer aus. Bei dem Gewinn eines Wettbewerbs ist es außerdem üblich, dass die Siegertrophäe durch den Kapitän entgegengenommen wird. Weiter ist er Ansprechpartner für den Schiedsrichter, wenn es die Situation erfordert, z. B. um ein Fehlverhalten seiner Mannschaft oder auch der Anhänger abzustellen.
In den DFB-Fußballregeln 2018/2019 hieß es noch:

„Der Kapitän/Spielführer genießt weder einen Sonderstatus noch Privilegien, trägt aber eine gewisse Verantwortung für das Verhalten seines Teams.“

Seit dem 1. Juli 2024 gilt im DFB zudem, „dass sich nur der Mannschaftskapitän an den Schiedsrichter oder die Schiedsrichterin wenden darf, um eine wichtige Entscheidung erklärt zu bekommen.“ Diese Kapitänsregel, die zuvor bereits bei anderen Sportarten etabliert wurde, beispielsweise beim Eishockey oder Volleyball, wurde im Fußball erstmals bei der Fußball-EM 2024 angewandt und nach den positiven Ergebnissen vom DFB übernommen.
Sofern der Torwart als Spielführer gewählt wird, ist zudem ein Feldspieler als Ansprechpartner für den Schiedsrichter zu benennen. Scheidet der Spielführer während des Spiels aus (Auswechslung, Verletzung, Ausschluss), so muss ein anderer Spieler zum Mannschaftskapitän ernannt werden, was formell durch das Anlegen der Oberarmbinde besiegelt wird, die in den 1960er-Jahren eingeführt wurde und deren Form im Ausrüstungsreglement der FIFA geregelt ist.
Die Kapitänsregel wurde bereits vor ihrer offiziellen Einführung 2024 landläufig angenommen, galt im Fußball bis dahin jedoch nicht.

## Handball
Bis zu den Regeländerungen am 1. August 2005 gab es auch im Handball einen Spielführer, der durch eine entsprechende Armbinde gekennzeichnet war. Die einzige Aufgabe des Spielführers war die Wahl bzw. Auslosung vor Spielbeginn (Seitenwahl und Anwurf). Dies kann nun vor dem Spiel von einem Offiziellen oder beliebigen spielberechtigten Spieler wahrgenommen werden.